# Frullania darwinii
Frullania darwinii là một loài Rêu trong họ Jubulaceae. Loài này được Gradst. & J. Uribe M. mô tả khoa học đầu tiên năm 2004.